# Micropodacanthus sztrakai
Micropodacanthus sztrakai är en insektsart som beskrevs av Brock och Jack W. Hasenpusch 2007. Micropodacanthus sztrakai ingår i släktet Micropodacanthus och familjen Phasmatidae. Inga underarter finns listade i Catalogue of Life.